# Лабиринтът: Последният кандидат
„Лабиринтът: Последният кандидат“ (на английски: Maze Runner: The Death Cure) е американски дистопичен екшън филм от 2018 г. на режисьора Уес Бол, по сценарий на Ти Ес Наулин – адаптация по романа „Последният кандидат“ на Джеймс Дашнър. Филмът е продължение на „Лабиринтът: В обгорените земи“ (2015) и е третата и последна част от поредицата „Лабиринтът“. Във филма участват Дилън О'Брайън, Кая Скоделарио, Томас Броуди-Сангстър, Натали Емануел, Джанкарло Еспозито, Ейдън Гилън, Уолтън Годжинс, Ки Хонг Лий, Бари Пепър, Уил Поултър и Патриша Кларксън.